# Tranquility Park
Pour les articles homonymes, voir Tranquility.
Tranquillity Park (« parc de la Tranquillité ») est un parc public du centre-ville de Houston au Texas, aux États-Unis. Nommé d'après la mer de la Tranquillité où le premier homme a marché sur la Lune en 1969, il a ouvert en 1979 pour le dixième anniversaire de cet événement.